# Prêmio Sir George Stokes
O Prêmio Sir George Stokes (em inglês:  Sir George Stokes Award) (coloquialmente Medalha Stokes) (em inglês:  Stokes Medal) é nomeado em memória de George Gabriel Stokes sendo concedido bianualmente pela Analytical Division da Royal Society of Chemistry. Foi estabelecido em 1999 para reconhecer a natureza multidisciplinar da química analítica sendo concedido:
For outstanding and sustained contributions to analytical science by someone working in a complementary field, which has led to developments of seminal importance to chemical analysis.
Não há restrição de nacionalidade para a pessoa que pode ser considerada para receber o prêmio.

## Recipientes
Fonte: Royal Society of Chemistry
- 1999 Professor Sir Alec Jeffreys
- 2001 Karl H. Norris
- 2003 Não houve premiação
- 2005 Professor Sir John Meurig Thomas
- 2007 Professor Kenneth Suslick
- 2009 Robin Clark[2]
- 2011 Richard Compton[3]
- 2013 Professor Richard P. Van Duyne[4]
- 2015 Professor Sergei Kazarian, Imperial College London[5]